# Шломо Зайдер
Шломо Зайдер (рум. Shlomo Seider, івр. שלמה זיידר; 10 грудня 1933, Румунія — 12 вересня 1991, Ізраїль) — ізраїльський шаховий композитор. Міжнародний майстер із шахової композиції (1985). Один із найбільш талановитих шахових композиторів Ізраїлю з 1950-х років
Народився в Румунії, 1953 року репатріював до Ізраїлю.
Автор понад 600 композицій (переважно 3-ходівок), 340 творів отримали відзнаки на міжнародних конкурсах, з них 75 — призові місця. В альбомах ФІДЕ набрав 25 балів. Багато років працював секретарем ізраїльської організації проблемістів.
1996 року ізраїльський шаховий композитор Теодор Таубер видав у Німеччині книгу «As in all arts. Selected chess problems of Shlomo Seider».
Після смерти Зайдера певний час діяв сайт, присвячений його пам'яти: shlomoseider.netau.net